# Shay (nome ebraico)
Shay  è un nome proprio di persona ebraico maschile e femminile.

## Origine e diffusione
Si tratta di una variante di trascrizione sia maschile che femminile dell'ebraico שַׁי (Shai), che significa "dono"; è quindi affine, dal punto di vista semantico, ai nomi Csaba, Gift, Darko, Doron e Jesse.
Va notato che questo nome coincide con Shay, un nome irlandese omografo, ma ben distinto.

## Onomastico
Non ci sono santi o sante con questo nome, che quindi è adespota. L'onomastico si può festeggiare il 1º novembre, in occasione della ricorrenza di Ognissanti.

## Persone

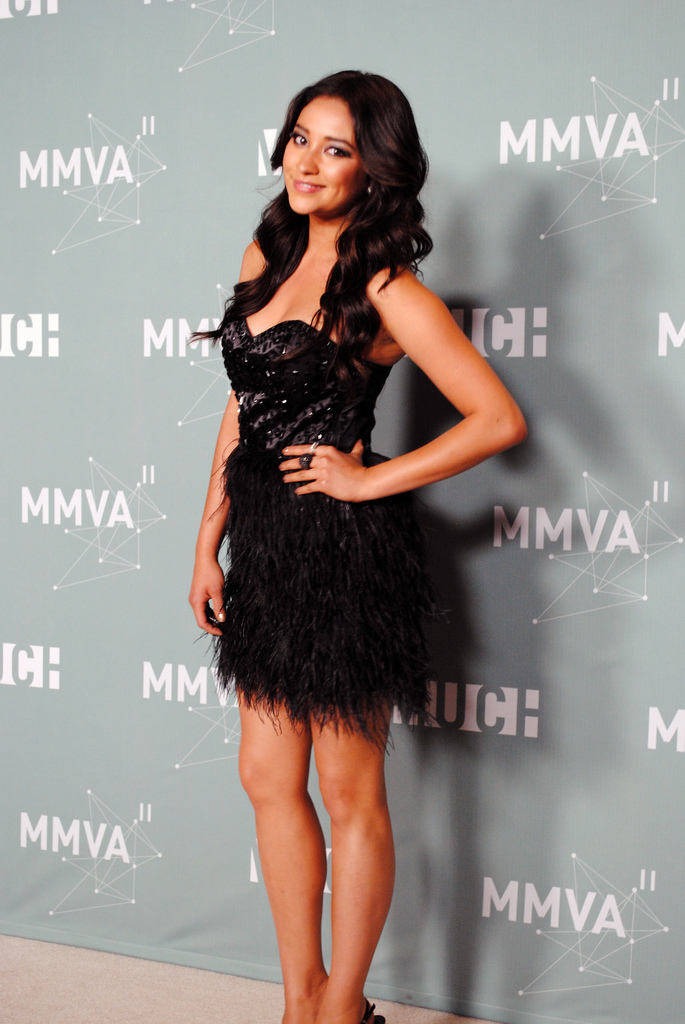
Shay Mitchell

### Femminile
- Shay Doron, cestista israeliana
- Shay Mitchell, attrice e modella canadese
- Shay Murphy, cestista statunitense

### Maschile
- Shay Holtzman, calciatore israeliano

### Variante maschile Shai
- Shai Maymon, calciatore israeliano